# Hö
A hö (hangul: 회, RR: hoe) a nyers ételek (húsok, halak, zöldségek) elnevezése a koreai gasztronómiában; ecettel, szójaszósszal, csilipaprikakrémmel vagy mustárral tálalják.

## Története
A nyers húsok, halak fogyasztása valószínűleg kínai hatásra terjedt el Koreában a három királyság idejében (i. e. 57 – i. sz. 668). A Korjo (Goryeo)-dinasztia korában (918–1392) a buddhizmus volt a legelterjedtebb vallás, így a hö (hoe) fogyasztása is háttérbe szorult. A Csoszon (Joseon)-dinasztia korában Konfuciusz tanai voltak a mérvadóak, és mivel Konfuciusz szívesen fogyasztotta a nyers halakat, a szokás ismét feléledt.

## Változatok
- szengszon hö (saengseon hoe) (생선회): nyers hal vagy tenger gyümölcsei, hasonló a japán szasimihez[3]
- jukhö (yukhoe) (육회): nyers marhahúsból készült ételek[4]

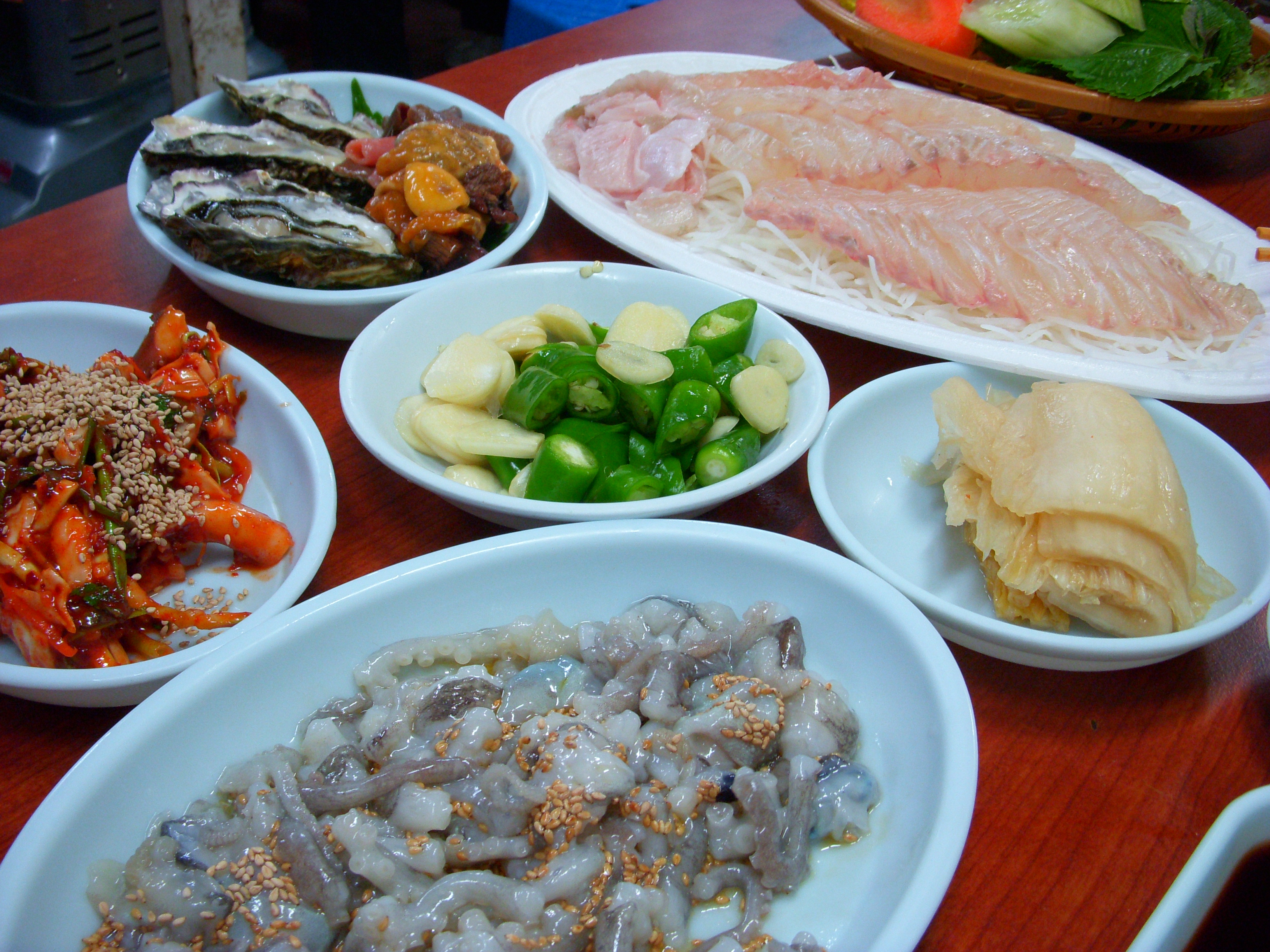
többféle hö (hoe)
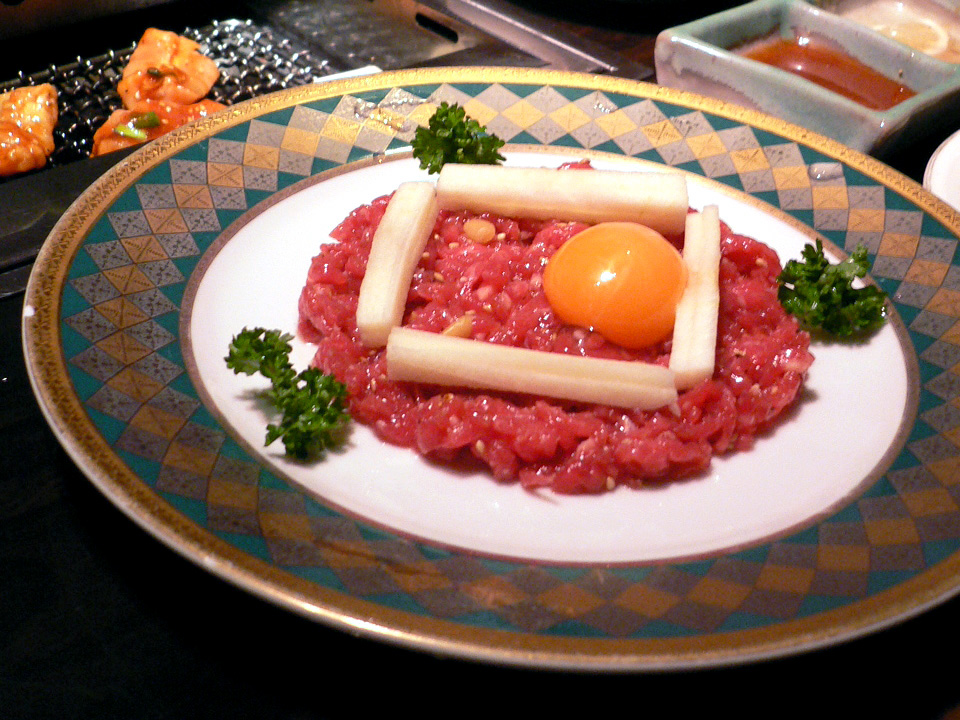
jukhö (yukhoe), a tatárbifsztekhez hasonló étel
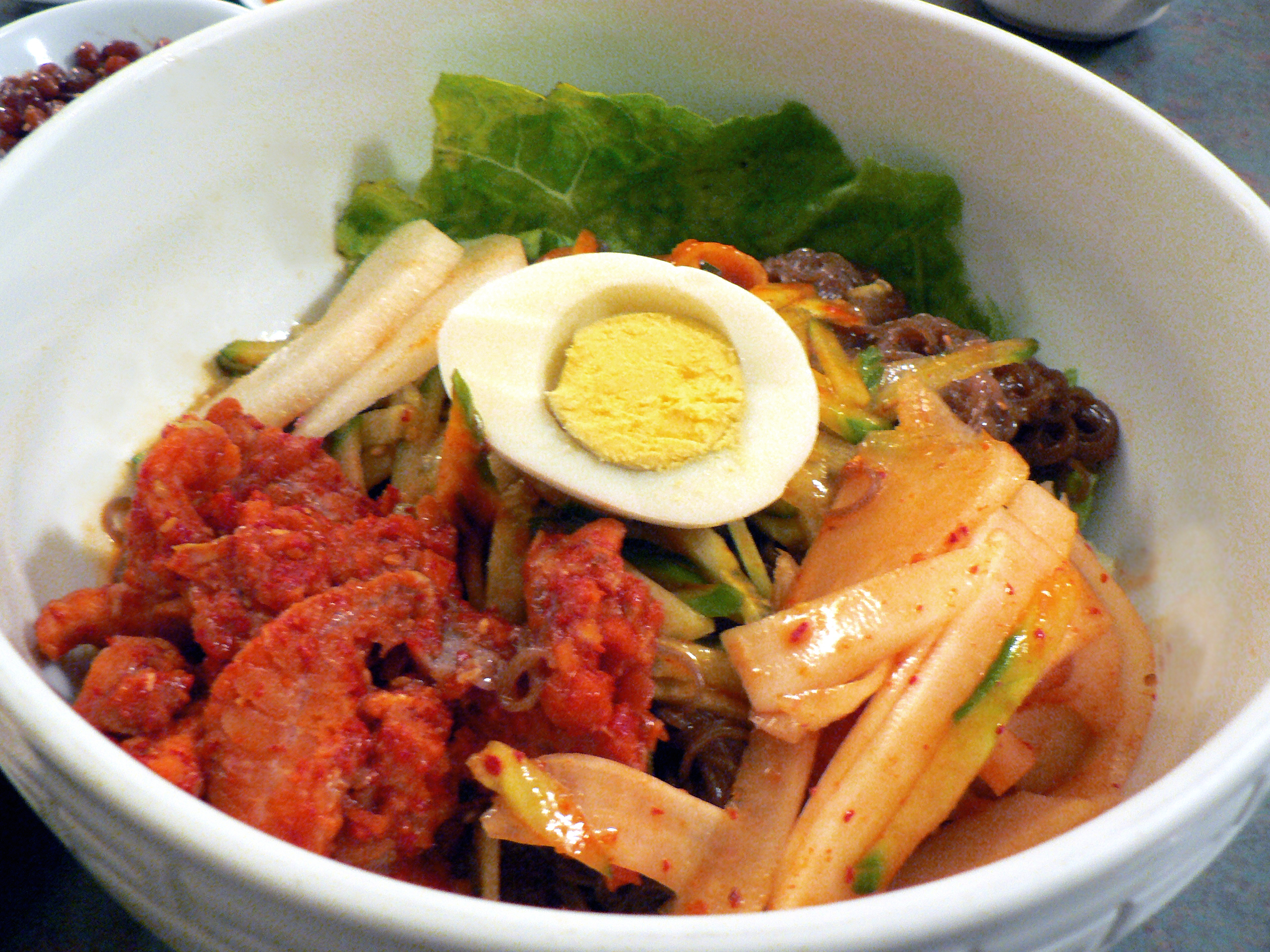
hö nengmjon (hoe naengmyeon) (회 냉면), nengmjon (naengmyeon) (hideg tészta) hő (hoe)vel tálalva